# حقوق بشر در مکزیک

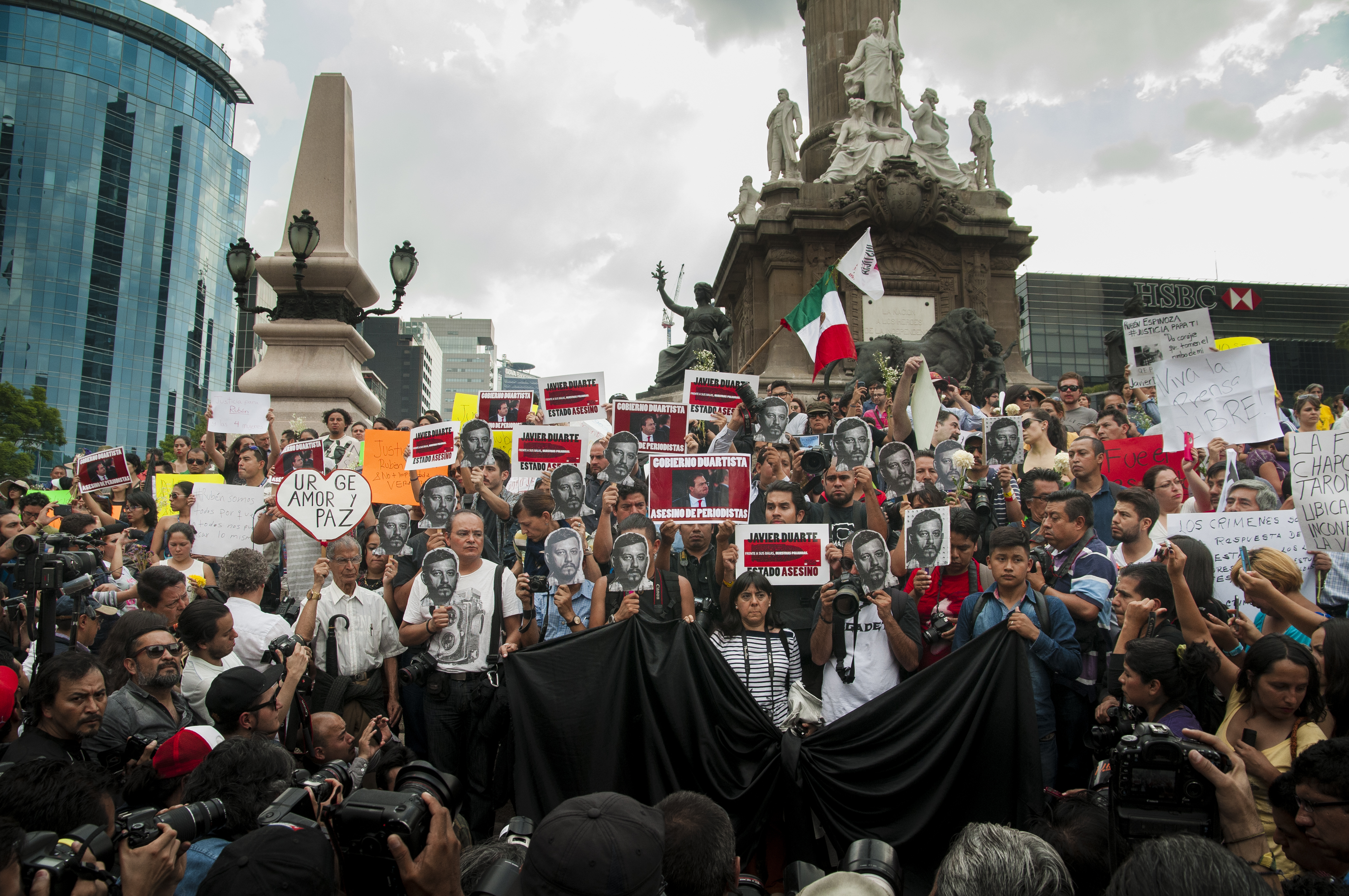
روبن اسپینوزا روزنامه‌نگار مکزیکی پس از فرار از تهدید مرگ در وراکروس در مکزیکو سیتی کشته شد.

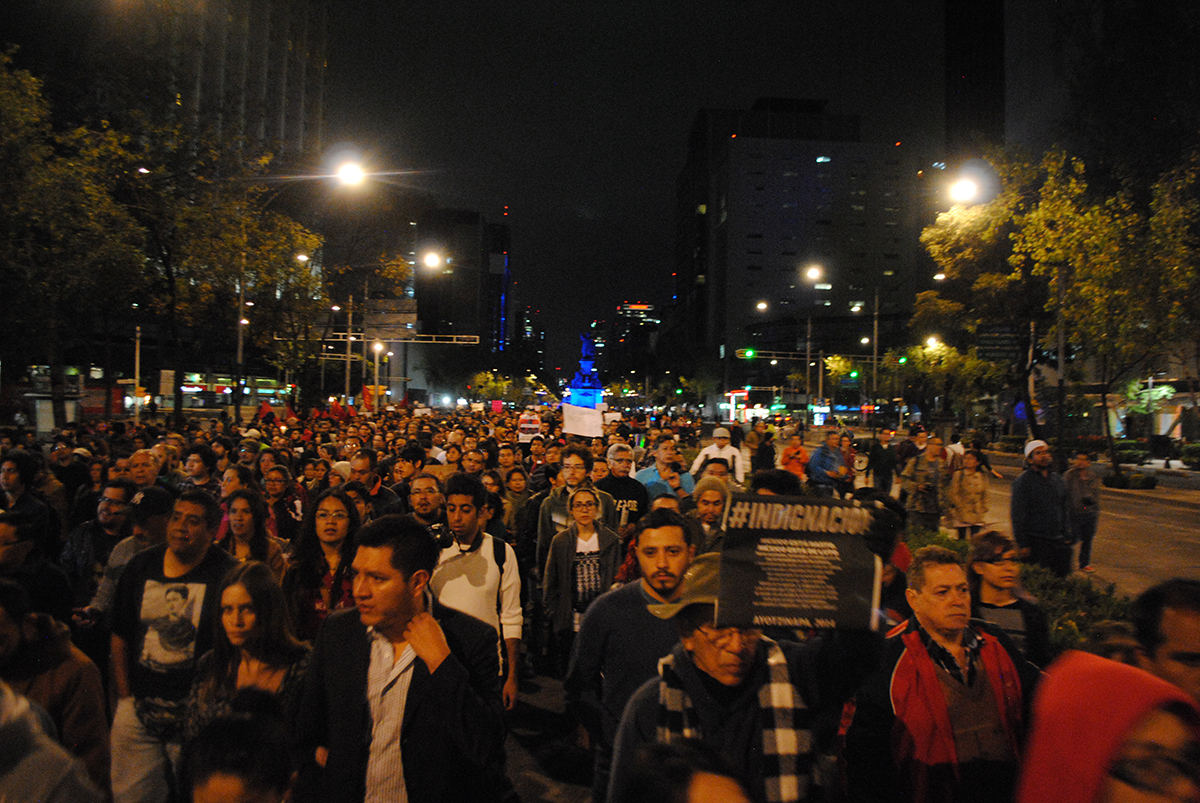
معترضان خارج از دفتر دادستان کل در مکزیکو سیتی خواستار بازگرداندن ۴۳ دانشجوی که در ایگولا ناپدید شدند

حقوق بشر در مکزیک (انگلیسی: Human rights in Mexico) به اصول اخلاقی یا هنجارها اشاره دارد که استانداردهای خاصی از رفتار انسان در مکزیک را توصیف می‌کنند. مشکلات موجود عبارتند از شکنجه، قتل‌های غیرقانونی و اعدام‌های سریع، سرکوبی پلیس و اخیراً ترور خبرنگاران مطبوعات.

## گزارش‌های دیده‌بان حقوق بشر
دیده‌بان حقوق بشر گزارش می‌دهد که از سال ۲۰۰۶ نیروهای امنیتی مکزیک سربه نیست کردن افراد را گسترش داده‌اند. همچنین گفته می‌شود که نیروهای امنیتی مکزیک قتل غیرقانونی شهروندان را به میزان قابل ملاحظه‌ای بالا برده‌اند و به‌طور گسترده‌ای از شکنجه، ضرب و شتم، القاء غرق شدگی، شوک الکتریکی و سوء استفاده جنسی به عنوان ابزارهایی برای کسب اطلاعات از قربانیان بازداشت شده، بکار می‌برند. علاوه‌براین، گزارش می‌دهد حملاتی که مقامات یا سازمانهای تبهکار به روزنامه‌نگاران مرتکب می‌شوند، آنها را مجبور به خودسانسوری می‌کند. این گزارش همچنین مشکلات مربوط به کودکان مهاجر غیرقانونی، حقوق زنان و دختران، هویت جنسیتی و حقوق معلولین را متذکر می‌شود.

## دولت و مبارزه با قاچاق مواد مخدر
در جریان مبارزه دولت با جرایم سازمان یافته مربوط به مواد مخدر، نیروهای امنیتی مرتکب تخلفات حقوق بشری شده‌اند که شامل قتل‌های غیرقانونی، ناپدید شدن افراد و شکنجه بازداشت شدگان می‌باشد. تلاش‌های محدودی برای بررسی و محاکمه این سوءاستفاده‌ها صورت گرفته‌است.